# 頁岩油提煉
頁岩油提煉（英語：Shale oil extraction）是種工業製程，用於非常規石油的生產。這種製程利用熱裂解、氫化或是熱溶解方式把頁岩中所含的油母質轉化為頁岩油。產出的頁岩油或是作為燃料油使用，或是透過添加氫，和去除硫和氮等雜質來升級，以符合煉油廠的原料規格要求。
提煉頁岩油的工作通常在地面上進行（異地（ex situ）製程），挖出油頁岩，再運到加工設施中處理。現代製程中有在油頁岩所在的當地加熱，再透過油井抽取的做法（稱為原位（in situ）製程）。
對這種製程的最早描述可追溯到10世紀。英國王室在1684授予第一個正式的提煉工藝專利。提煉作業和創新在19世紀開始普遍。當大量常規石油儲量在20世紀中葉被發現後，頁岩油產業因而萎縮，但到21世紀初，由於高油價，加上有新的開發及探勘技術，導致人們重新對其燃起興趣。
截至2010年，在愛沙尼亞、巴西和中國仍有長期的提煉作業存在。這種產業之能運作，主要在缺乏常規原油資源的地區，而國家能源安全考量也發揮作用。批評這個產業的人則提出有關環境資源管理（例如廢棄物處理、大量用水、污染管理和空氣污染）的問題。

## 歷史

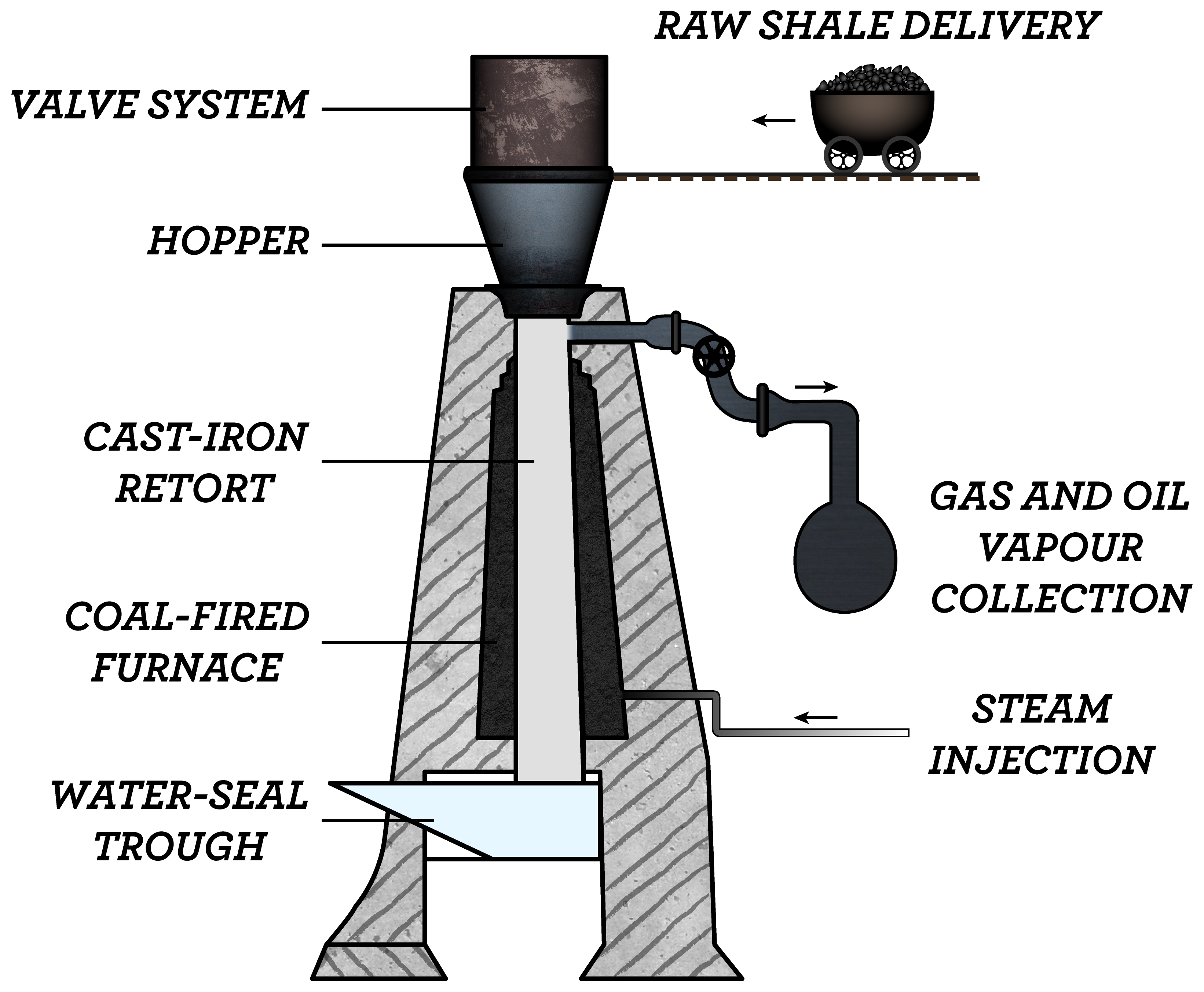
法國人Alexander Selligue發明的乾餾爐是最早出現的豎窯之一，在19世紀中期到晚期廣受使用，世上19世紀末到20世紀初的乾餾爐設計大多與此類似。

在公元10世紀，亞述人醫生馬里迪尼首度描述一種從“某種瀝青頁岩”中提煉石油的方法。英國王室於1694年授予三人一項專利，因為這些人“找到一種方法，可從一種石頭中提取和製造大量的瀝青、焦油和石油。” 現代工業化提煉頁岩油起源於法國，採用的是Alexander Selligue於1838年發明的工藝，10年後詹姆斯·楊將之改進後在蘇格蘭使用。澳大利亞、巴西、加拿大和美國在19世紀後期也開始建立提煉作業。自從有1894年發明的潘福斯坦乾餾爐，可大幅減少仰賴煤提供熱能，油頁岩產業自此與煤炭產業分道揚鑣。
中國（滿洲）、愛沙尼亞、紐西蘭、南非、西班牙、瑞典和瑞士在20世紀初開始提煉頁岩油。但在1920年代於德克薩斯州和20世紀中葉在中東有大量常規油源發現，大多數油頁岩產業因而停滯。美國在1944年第二次世界大戰期間為執行合成液態燃料計劃而重啟頁岩油提煉作業，一直持續到1980年代，直到受油價大幅下跌的影響而停止。美國最後一個油頁岩乾餾廠（由Unocal Corporation經營）於1991年關閉。美國於2003年重啟提煉計畫，隨後根據《2005年能源政策法案》實施土地租賃計劃，允許在聯邦土地上開採油頁岩和油砂以提煉頁岩油。
截至2010年，愛沙尼亞、巴西和中國仍有油頁岩提煉產業。 
這些國家在2008年共生產大約930,000噸（每天17,700桶）頁岩油。澳大利亞、美國和加拿大已利用示範項目測試頁岩油提煉技術，正計劃進行商業運作；摩洛哥和約旦已宣布他們即將進行提煉。目前世上用於商業運作的工藝只有四種：Kiviter工藝、Galoter工藝、撫順工藝和Petrosix工藝。

## 工藝原理

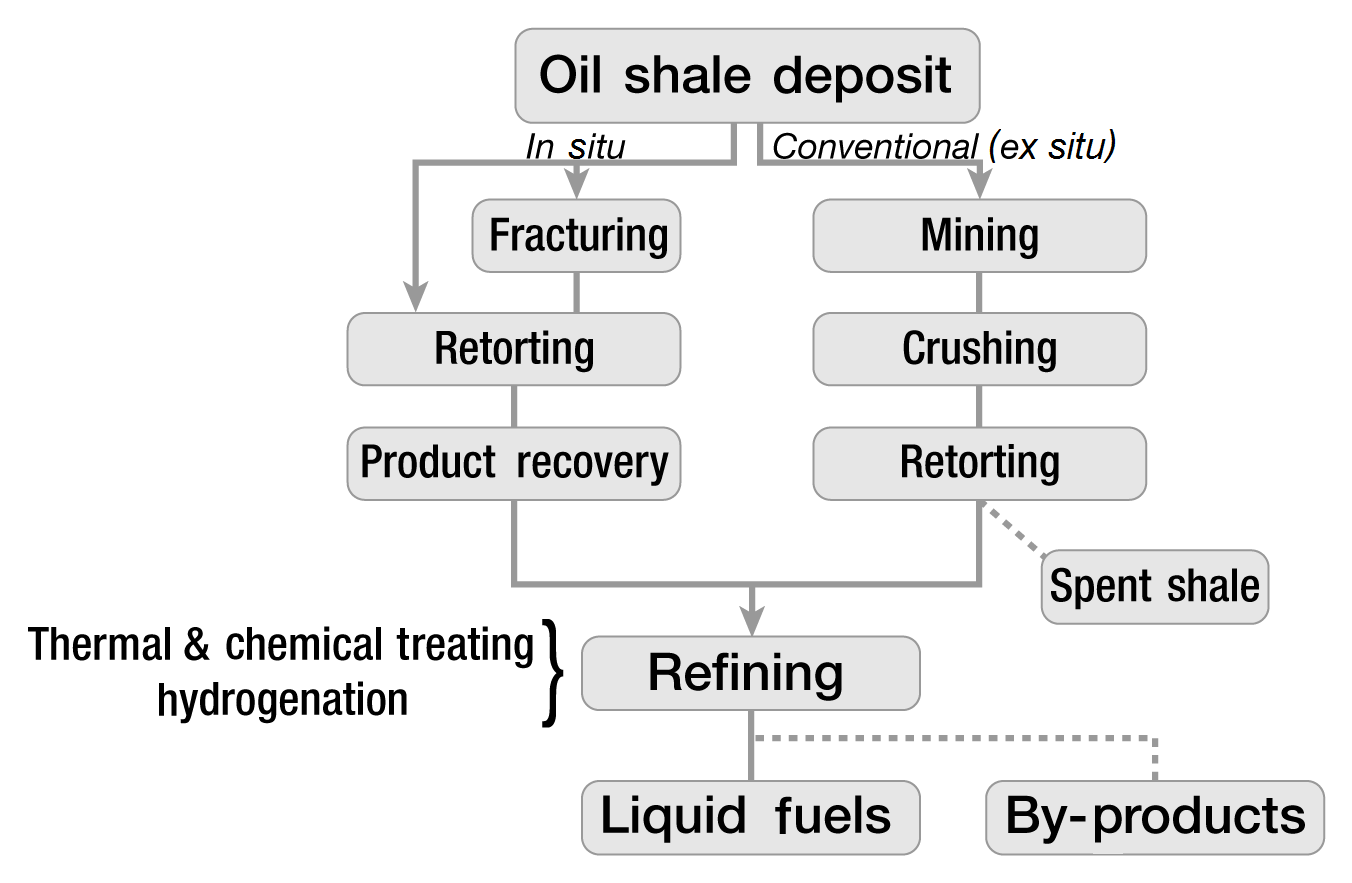
頁岩油開採與提煉概述

提煉頁岩油的過程是把油頁岩分解，將其中油母質轉化為頁岩油 （一種類似石油的合成原油）。製程包含熱裂解、氫化或熱溶解。衡量提煉的效率通常是把產量與之前對頁岩樣本進行的費雪分析的結果做比較。
最古老及最常見的提煉方式是熱裂解法（也稱為乾餾或破壞性蒸餾）。油頁岩在此過程中，於無氧氣的情況下被加熱，直到其中油母質分解成可凝結的頁岩油蒸氣和不會凝結的可燃性油頁岩氣，這兩種經收集並冷卻，其中油蒸氣凝結成頁岩油。油頁岩經加工後會留下廢油頁岩，是種固體殘渣。廢油頁岩由無機化合物（礦物質）和Template:炭焦組成（一種由油母質形成的碳質殘留物）。燃燒廢油頁岩上的炭焦會產生油頁岩灰。廢油頁岩和油頁岩灰可用作水泥或製磚的原料。從廢油頁岩回收副產品（包括氨、硫、芳香化合物、瀝青、柏油和蠟）可產生附加價值。
把油頁岩加熱到熱裂解溫度並讓吸熱的油母質分解，需用到能源。有些工藝燃燒天然氣、石油或煤等化石燃料來產生熱能，而實驗過的則有利用電力、無線電波、微波或化學反應流體來達到目的。有兩種策略可減少甚至消除外部熱能需求：燃燒油頁岩氣和經熱解產生的碳焦，廢油頁岩和油頁岩灰中含有的餘熱也可用於預熱油頁岩進料。
在異地製程時，油頁岩被破碎成小片，讓總體表面積增加，更易提煉。讓油母質分解成可用的碳氫化合物的溫度隨過程的時間進度而變化；在地面（即ex situ）乾餾過程中，油母質到300 °C (570 °F) 時會開始分解，溫度越高，分解會更快及更完全。在480至520 °C（900至970 °F）之間的溫度時，分解速度最快。現代的in situ工藝，可能需要數月的時間加熱，但在250 °C (480 °F) 的溫度時即可進行分解。溫度低於600 °C (1,110 °F) 較為適合，因為可防止地層內石灰石和白雲石分解，而同時限制二氧化碳的排放和能源消耗。 
氫化和熱溶解（反應流體工藝）使用轉移氫化、溶劑，或是兩者的組合來進行。熱溶解的做法是在升高的溫度和壓力下加入溶劑，把溶解的有機物裂化，來增加石油產量。不同的生產方法會產出具有不同特性的頁岩油。

## 提煉技術分類
產業分析者對提煉頁岩油的技術做以下幾種分類。
“ 按工藝原理：”依利用熱和溶劑的處理方法，有熱裂解、氫化或是熱溶解。
“ 按設施所在位置：”通常以在地上或是在地下進行而大致分成ex situ（異地）或in situ（原位）。異地加工也稱為地上乾餾法，油頁岩在地下或地表經開採後，運到加工廠處理。相較之下，原位處理是在油頁岩沉積物所在地把油母質轉化，然後利用油井抽取，與處理常規原油的方式類似。原位處理不涉及開採，而廢油頁岩留在地下，與異地加工的結果不同。
“ 按加熱方式：”將熱量傳遞到油頁岩的方法有直接法，或是間接法。讓燃燒物接觸到乾餾爐內油頁岩的方法屬於直接法，在乾餾爐外部燃燒，透過另一材料把熱傳遞到油頁岩的方法即為間接法。
“按加熱載體：”根據將熱量傳遞到油頁岩的材料，分為氣體熱載體、固體熱載體、壁傳導、反應性流體和體積加熱法。熱載體法可再細分為直接法或間接法。
下表按加熱方式、熱載體和位置（in situ或ex situ）作分類。
|                                 | Alan K Burnham對頁岩油提煉，按加熱方式、熱載體和位置的分類                                                                                  | Alan K Burnham對頁岩油提煉，按加熱方式、熱載體和位置的分類                       |
| 加熱方式                        | 地上 (ex situ) | 地下 (in situ)                                                                   |
| ------------------------------- | --- | -------------------------------------------------------------------------------- |
| 內燃                            | 氣體乾餾工藝， Nevada–Texas–Utah乾餾工藝，Kiviter工藝 ，撫順工藝，Union工藝，Paraho直接法工藝，Superior multimineral直接工藝                | 西方石油公司MIS，LLNL RISE工藝，Geokinetics工藝，Rio Blanco工藝                  |
| 熱回收固體 (惰性或燃燒後油頁岩) | Alberta Taciuk工藝，Galoter工藝 ，Enefit工藝，Lurgi-Ruhrgas工藝， TOSCO II工藝，雪佛龍STB工藝，LLNL HRS工藝， 殼牌Spher工藝，KENTORT II工藝 | –                                                                                |
| 壁傳導 (多種燃料)               | Pumpherston乾餾工藝，費雪分析，Ambre Energy工藝，Red Leaf Resources工藝，Combustion Resources工藝                                           | 殼牌原位提煉頁岩油工藝， American Shale Oil工藝，Independent Energy Partners工藝 |
| 外部熱氣流                      | Petrosix工藝，Union工藝，Paraho間接法工藝，Superior multimineral間接工藝，SynTec Energy (Smith工藝)                                         | 雪佛龍CRUSH工藝，Omnishale工藝，Mountain West Energy工藝                         |
| 反應性流體                      | Hytort工藝(高壓H2), 供體溶劑工藝Blue Ensign Technologies，查塔努加工藝                                                                      | 殼牌原位提煉頁岩油工藝                                                           |
| 容積加熱方法                    | – | 無線電波，微波及電流工藝                                                         |

“ 按油頁岩顆粒尺寸分類：”各種異地加工，進料的油頁岩顆粒尺寸並不相同。通常會用氣體乾餾工藝處理直徑10到100毫米（0.4到3.9英寸）的油頁岩碎片，而熱循環固體和壁傳導工藝則用來處理直徑小於10毫米（0.4英寸）的顆粒。
“ 按乾餾爐的方向：”有時異地加工工藝被分為縱向或是橫向。縱向（立式）乾餾爐是種豎窯，頁岩經由重力作用從頂部移往底部。橫向（臥式）乾餾爐是水平旋窯或由螺桿推動，讓頁岩從一端移到另一端。一般而言，立式乾餾爐使用氣體處理塊狀頁岩，而臥式乾餾爐採用固態載體處理粉狀頁岩。
“ 按工藝複雜性：”原位工藝通常分為真正或是修改的形式。所謂真正的原位工藝不涉及開採或壓碎油頁岩。修改形式則對目標礦床進行鑽井和壓裂，在礦床中產生空隙，以便氣體和液體易於流通，可增加頁岩油數量和改善品質。

## 異地（地上）技術

### 內燃加熱
內燃工藝是在立式乾餾爐內燃燒材料（通常是炭焦和油頁岩氣），提供熱量做熱裂解。通常是尺寸在12毫米（0.5英寸）和75毫米（3.0英寸）之間的油頁岩顆粒送入乾餾爐頂部，由從底部上升的熱氣加熱，油頁岩中的油母質在約500 °C (932 °F)時開始分解。頁岩油霧、氣體和冷卻的加熱氣體從乾餾爐頂部被移往分離設備。凝析油被收集，不會凝析的氣體則用於爐內加熱之用。在爐的下部會注入空氣以輔助燃燒，將廢油頁岩和氣體加熱到700 °C (1,292 °F) 和900 °C (1,650 °F) 之間。較冷的不凝析氣體會被送入乾餾爐底部以冷卻頁岩灰。Union工藝和Superior multimineral直接工藝與此模式不同。Union工藝在乾餾爐底部進料，使用泵將其向上推動。而Superior multimineral直接工藝則是在水平、分段、圓環狀移動的乾餾爐中處理。
如Paraho直接法工藝等的內燃技術具有熱效率，可從燃燒炭焦，及從頁岩灰和釋放出的氣體中回收熱量供乾餾之用。這些工藝可達到費雪分析的80-90%的產量。目前有兩家設立已久的公司使用內燃加熱技術：Kiviter工藝（自1920年代起持續迄今），幾家中國公司則持續使用撫順工藝。
內燃加熱技術常見的缺點是可燃油頁岩氣會受到燃燒氣體稀釋，且無法處理小於10毫米（0.4英寸）的油頁岩顆粒。當氣體在乾餾爐中不均勻分佈，熱點會導致顆粒融合或分解，而造成堵塞。

### 熱回收固體
熱回收固體技術通過回收熱固體顆粒（通常是油頁岩灰）來加熱。這些技術通常採用迴轉窯或流化床乾餾爐，進料通常是直徑小於10毫米（0.4英寸）的油頁岩顆粒；有些工藝進料的甚至是用小於2.5毫米（0.10英寸）的顆粒。回收顆粒在單獨的腔室或容器中加熱至約800 °C (1,470 °F)，然後與油頁岩原料混合，讓其中油母質在約500 °C (932 °F) 時分解。氣化的油和頁岩油氣從固體中分離，冷卻後的凝析油則被收集。從燃燒氣體和頁岩灰中回收的熱量可用來乾燥油頁岩原料及做預熱，之後再與熱回收固體混合。
使用Galoter工藝和Enefit工藝時，廢油頁岩在單獨的爐中燃燒，產生的熱灰與燃燒氣體分離，然後在迴轉窯中與油頁岩原料顆粒混合。來自爐子的燃燒氣體用於乾燥油頁岩原料，再與熱灰混合。TOSCO II工藝使用陶瓷球作為熱回收固體，取代頁岩灰。Alberta Taciuk工藝 (ATP) 的明顯特徵是整個過程在一個旋轉的多室臥式容器中完成。 
由於熱循環固體在單獨的爐中加熱，這些工藝產生的油頁岩氣不會被燃燒廢氣稀釋。.另一優點是不會限制小顆粒頁岩的尺寸，可處理各種油頁岩碎料。一個缺點是為處理微細頁岩灰而需使用更多的水。

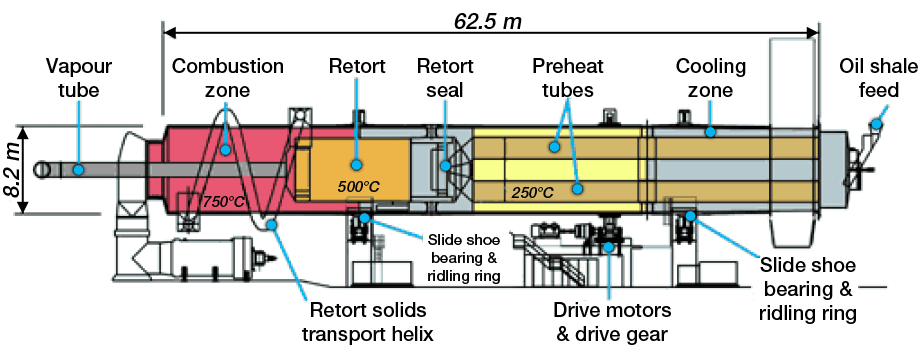
Alberta Taciuk工藝乾餾爐

### 壁傳導
這類工藝透過乾餾壁將熱量傳遞到油頁岩（通常是以細顆粒形式進料）。此工藝的優勢在於油頁岩氣不會與燃燒廢氣接觸。Combustion Resources工藝使用以氫氣作燃料的旋轉窯，熱氣通過外環空循環。 Ambre Energy工藝的分段電加熱乾餾爐由堆疊的獨立加熱室組成。這類工藝的主要優勢在於其模組化設計，而增強便攜性和適應性。Red Leaf Resources的EcoShale In-Capsule Process把露天採礦與較低溫度加熱法結合，與在土壤結構範圍內運作的原位工藝類似。加熱方法為透過平行管道，以循環熱氣體把油頁岩碎片加熱。在採礦造成的空地內安裝加熱設施，易於在將來把地貌恢復。壁傳導工藝的普遍缺點是需要大量合金製成的導熱壁，規模擴大時，乾餾爐的成本會很高。

### 外部熱氣流
一般而言，外部熱氣流工藝與內燃加熱工藝相似，兩者同樣是在豎窯中處理油頁岩。但不同處是熱量是由乾餾爐外加熱的氣體傳遞，因此乾餾氣不會受燃燒廢氣稀釋。Petrosix工藝和Paraho間接法工藝均採用這項技術。這種工藝無法處理細顆粒，由於不利用燃燒碳焦的熱量，因此得使用成本更高的燃料。但由於不燃燒廢頁岩，油頁岩的溫度不會超過500 °C (932 °F)，對於某些油頁岩而言，可避免顯著的碳酸鹽礦物分解和隨後的二氧化碳產生。此外，這類工藝往往比內燃加熱或是熱回收固體工藝更穩定，更容易控制。

### 反應性流體
油母質與頁岩緊密結合，可抗拒大多數溶劑的溶解能力。但已測試使用尤其是反應性流體（包含超臨界流體）的方式來克服這種限制。反應流體工藝適於含氫量低的油頁岩。氫氣 (H2) 或氫供體（在化學反應過程中提供氫的化學物質）與焦炭前體（油頁岩中的化學結構，在乾餾過程中容易形成炭焦，但尚未形成）發生反應。反應流體工藝包括Hytort工藝（高壓 H2）、供體溶劑工藝和查塔努加流化床反應爐（查塔努加工藝）。採用Hytort工藝，油頁岩在高壓氫氣環境中處理。查塔努加工藝使用流化床反應爐和氫燃料加熱器進行油頁岩熱裂解和氫化。實驗室結果顯示這些工藝通常可獲得比熱裂解工藝高得多的油產量。缺點是有製氫和高壓乾餾爐的額外成本和復雜性。

### 電漿氣化
曾有過幾次利用電漿技術把油頁岩氣化的實驗。油頁岩受到自由基（離子）的轟炸，自由基裂解油母質分子，形成合成氣和油。空氣、氫氣或氮氣作為電漿氣體，工藝可在電弧、電漿炬或電漿電解模式下運作。 這些技術的主要好處是無需用水。 

## 原位工藝
原位工藝是把熱流體注入岩層，或使用線性或平面熱源，然後透過傳導和對流把熱量分佈到目標區域。再透過鑽入地層的豎井抽取頁岩油。與傳統的異地工藝相比，原位工藝有可能從給定的土地中提煉出更多的頁岩油，原因是油井可達到比露天礦場更深處。這類工藝提供機會，可從較低品質的礦床中提煉頁岩油。
實業家約翰·費爾與1921年在澳大利亞紐恩斯進行過原位提煉實驗，取得一些成功，但當時的技術水準無法讓其雄心壯志實現。
德國在第二次世界大戰期間曾採用一種改進的原位提煉工藝，但並未獲得重大成功。 最先成功的原位工藝之一是通過電能進行地下礦藏氣化（Ljungström工藝）- 一項在1940年至1966年間，於瑞典库姆拉市镇提煉頁岩油的作業。美國在1980年代前曾嘗試許多調整過的原位工藝。西方石油公司於1972年在科羅拉多州洛根沃什河進行美國首次改良原位油頁岩提煉實驗。有各種熱源和熱傳輸的新技術正在探索中。

### 壁傳導

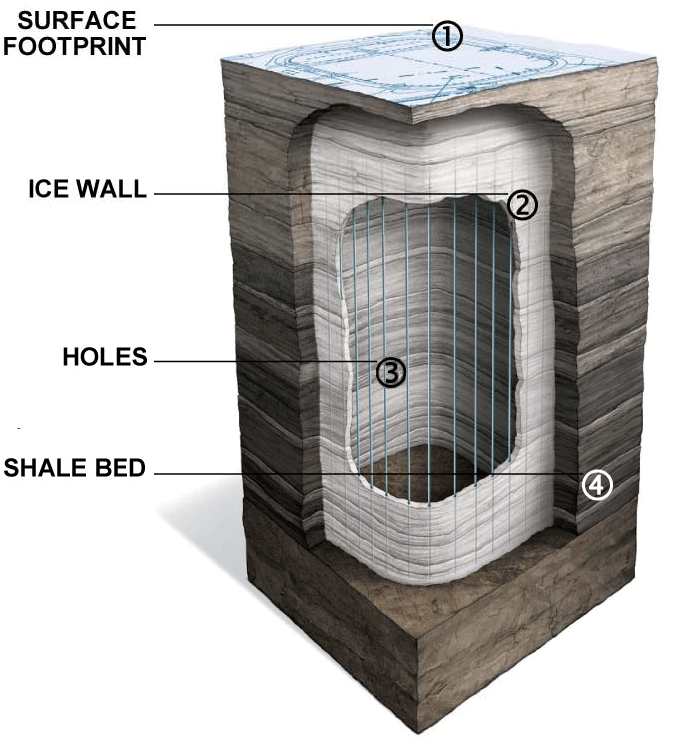
殼牌的原位加工，利用凍結牆把加工區域與周圍環境隔離。

原位壁傳導工藝採取在油頁岩地層內放置加熱元件或是加熱管。殼牌原位提煉頁岩油工藝（稱殼牌ICP）花費約四年時間，使用電加熱元件將油頁岩層加熱到340至370 °C（650至700 °F）。作業區域受周圍地下水形成的凍結牆隔離，凍結牆由充滿循環超冷流體的井組成。此工藝的缺點是電力消耗大、用水量大以及造成地下水污染的風險。這項測試自20世紀80年代初期以來在皮森斯盆地的Mahogany試驗場進行。 2004年，在一個9×12米（30×40英尺）的試驗區成功抽取出270立方米（1,700桶）的石油。

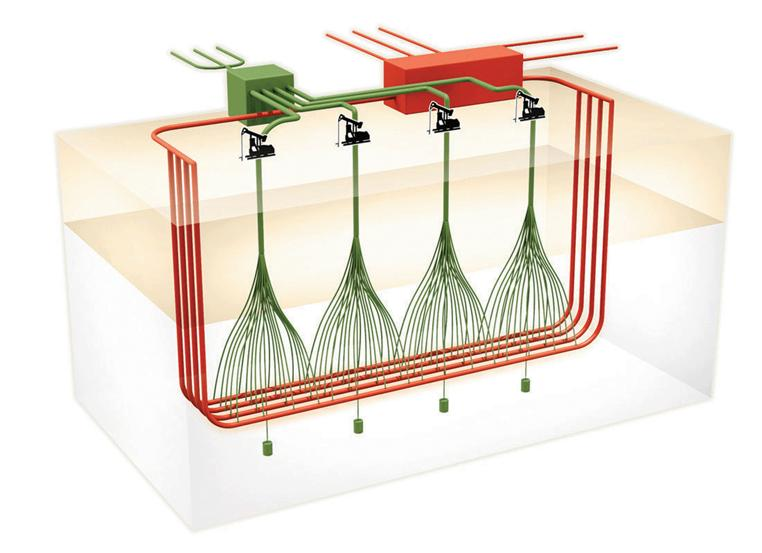
American Shale Oil CCR工藝提煉示意圖。

由American Shale Oil提出的CCR工藝，過熱蒸汽或其他傳熱介質經置於油頁岩下方的管道循環。這種工藝把蒸汽通過的水平井和豎井結合，垂直井利用轉化的頁岩油回流提供熱傳遞，以收集產生的碳氫化合物。初階段採燃燒天然氣或丙烷提供熱量，後頭則由油頁岩氣提供熱量。
Independent Energy Partners提出的地熱燃料電池工藝 (IEP GFC) 利用堆疊的高溫燃料電池來提煉頁岩油。放置在油頁岩地層中的燃料電池，在預熱期由天然氣作為燃料，然後由油頁岩氣作為加熱燃料。

### 外部產生熱氣

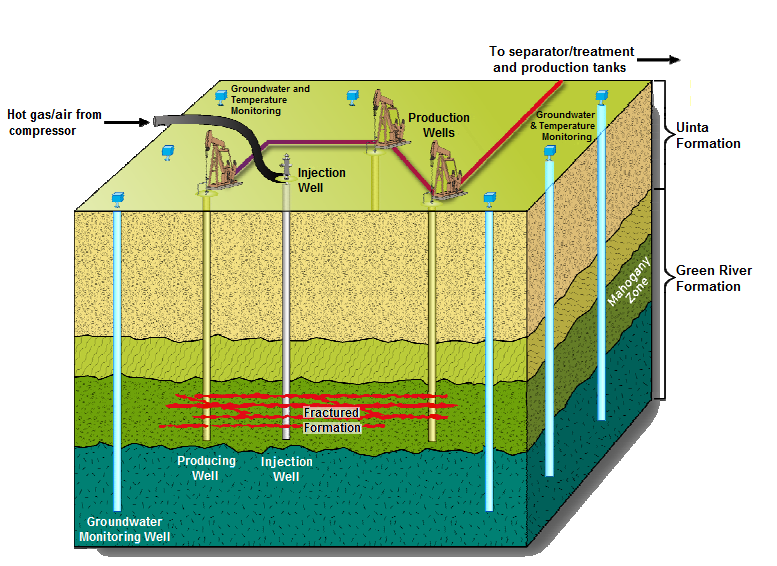
雪佛龍CRUSH工藝提煉示意圖。

外部產生熱氣的原位工藝採用在地面加熱的氣體，注入油頁岩地層。雪佛龍公司與洛斯阿拉莫斯國家實驗室合作研發的雪佛龍CRUSH工藝，通過鑽井把加熱的二氧化碳注入地下，並透過一系列水平裂縫，在其中循環來加熱地層。General Synfuels International提出的Omnishale工藝，把過熱空氣注入油頁岩地層。 Mountain West Energy提出的In Situ Vapor Extraction工藝也使用類似高溫氣體注入方式。

### 埃克森美孚電力壓裂
埃克森美孚電力壓裂工藝 （原位提煉工藝）把電加熱與壁傳導和容積加熱方法的元素結合。導電材料（如煅燒石油焦）被注入油頁岩地層裡由水力壓裂產生的裂縫中，而形成加熱元件。 加熱井平行排列，在其尾端再鑽平行井以九十度方向排列，在兩端施用相反的電荷。 

### 容積式加熱

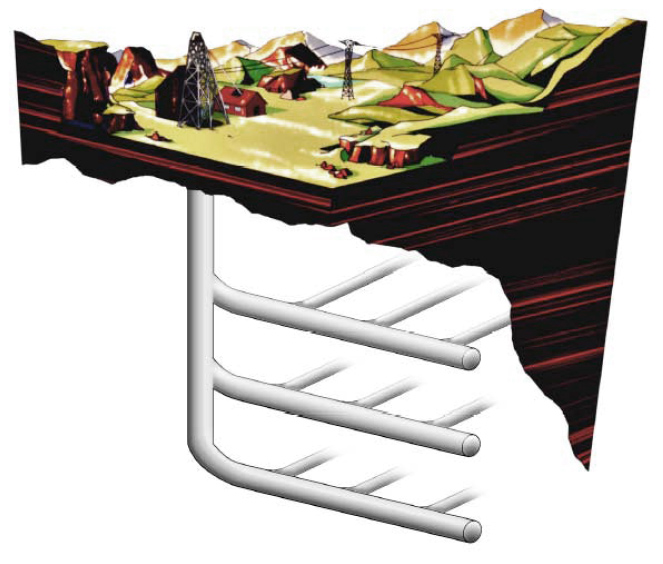
藝術家對利用無線電波工藝提煉頁岩油的描繪。

伊利諾理工學院在1970年代後期開發使用無線電波（射頻處理）進行油頁岩容積加熱的概念。這項技術由勞倫斯利佛摩國家實驗室做進一步開發。油頁岩由垂直電極陣列加熱。通過間隔數十米的裝置可以較慢的加熱速率處理更深的體積。概念假定射頻的集膚效應可達數十米，而克服傳導加熱所需的熱擴散時間。這種工藝的缺點有為密集的電力需求，以及地下水或炭焦會吸收過多能量的可能。雷神技術公司與CF Technologies兩公司 一起開發與臨界流體相結合的射頻處理，交由斯倫貝謝有限公司進行測試。
微波加熱工藝與無線電波加熱的原理相同，但人們認為無線電波加熱是由微波加熱演進而來，因為前者能量可以更深入滲透到油頁岩地層中。微波加熱過程由Global Resource Corporation進行測試。Electro-Petroleum提出經由生產井中的陰極和位於地表或其他井深處的陽極之間的直流電來提高石油採收率（因為電流通過油頁岩地層會有電阻焦耳加熱的效果）。

## 頁岩油
頁岩油是種複雜的碳氫化合物，具有傳統石油的整體特性。頁岩油通常含有大量的烯烴和芳香烴。頁岩油也含有大量的雜原子。典型的頁岩油成分含有0.5-1%的氧、1.5-2%的氮和0.15-1%的硫，有些含有更多的雜原子，也經常包含礦物顆粒和金屬。通常其流動性低於原油，傾點溫度在24至27 °C（75至81 °F），而傳統原油的傾點在-60至30 °C（-76至86 °F））;這種屬性影響到頁岩油在一般管道中的輸送能力。
頁岩油含有會致癌的多環芳香烴。頁岩油原油被描述為具有輕微的致癌潛力，與某些中間煉油產品相似，而經升級頁岩油的致癌潛力會被降低，因為大多數多環芳香烴被認為會因氫化而分解。
頁岩油原油可立即作燃料油使用，但許多其他應用須經升級後方可。這類原油有不同特性，在送往傳統煉油廠精煉之前需做相應的預（升級）處理。 
原油中顆粒物會堵塞管道；所含的硫和氮會造成空氣污染。硫和氮，以及可能存在的砷和鐵，也會破壞精煉用的催化劑。烯烴會形成不溶性的沉澱物，導致不穩定。油中的氧含量高於原油，有助於形成具有破壞性的自由基。可利用加氫脫硫和加氫脫氮（hydrodenitrogenation）來解決這類問題，並產生可與基準原油相媲美的產品。酚類可通過水萃法去除。通過添加氫（加氫裂解）或去除碳（焦化）來調整氫碳比率，可把頁岩油原油升級為運輸用的燃料（重油）。 
第二次世界大戰之前，大多數頁岩油都經升級，而用作運輸用燃料。之後則用作化工中間體、純化學品和工業樹脂的原料，並用作鐵路枕木的防腐劑。截至2008年，頁岩油主要用作取暖油和船舶用燃料，有少數會用於各式化學品的生產。
頁岩油富含高沸點化合物，適合生產煤油、噴氣機燃料和柴油等中間餾分物。 進一步裂解可產生較輕的碳氫化合物（如汽油）。 

## 經濟學

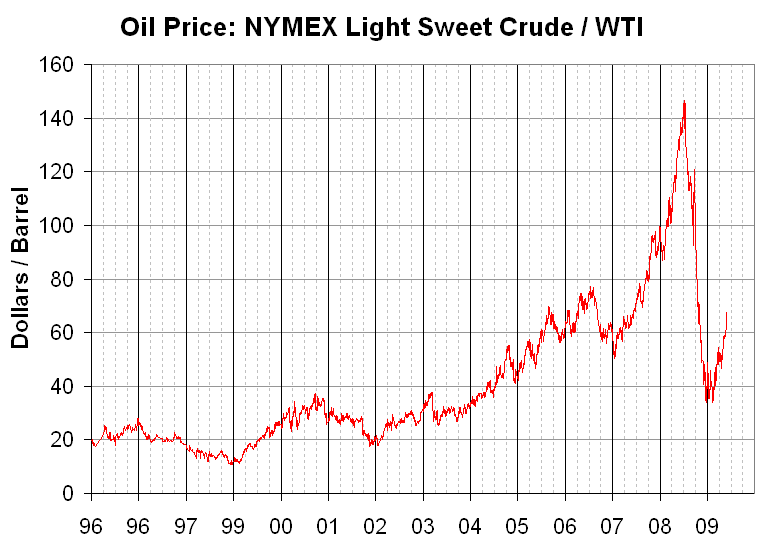
紐約商品交易所低硫原油1996年到2009年價格走勢圖（未做通膨價格調整）。

關於生產頁岩油的主要問題是在何種條件下能達到符合經濟的效果。根據美國能源部的數據，每天生產100,000桶（16,000立方米/天）的異地工藝，需要投入的資本支出為3-100億美元。只有特定地區的頁岩油生產成本低於石油，或是低於其他替代品時，才有成功的可能。根據智庫蘭德公司所做的調查，在一個美國假設的地上乾餾綜合組成（包括礦山、乾餾廠、升級廠、配套公用設施和廢油頁岩回收），生產頁岩油的成本（依據2005年的美金價值作調整）會落在每桶70-95美元（440-600美元/立方米）。假設在商業生產啟動後，產量逐漸增加，預計在達到10億桶（160×106立方米）的里程碑後，加工成本將逐漸降低至每桶30-40美元（190-250美元/立方米）。美國能源部估計，當世界平均油價持續高於每桶54美元時，異地工藝具有經濟價值，而在價格高於每桶35美元的情況下，原位工藝具有經濟價值（投資回報率均設定為15%）。殼牌公司於2006年宣布其殼牌ICP工藝可在原油價格高於每桶30美元（190美元/立方米）時即能獲利，有些工藝聲稱在大規模生產時，在油價甚至低於每桶20美元(130美元/立方米)時依然能獲利。
為提高乾餾的效率並由此提高頁岩油生產的可行性，研究人員提出，也測試過幾種共同熱裂解工藝，加入其他材料，如生物質、泥炭、廢瀝青或橡膠和塑料廢料一起進行。有改良建議，把流化床乾餾爐與循環流化床爐相結合，以燃燒熱裂解副產品（碳焦和油頁岩氣）來提高生產率、增加產量並減少乾餾所需的時間。 
提高頁岩油提煉經濟性的其他方法包括有擴大作業以實現規模經濟、使用開採煤礦附帶生產的油頁岩（例如在中國撫順）、生產特種化學品（如愛沙尼亞的Viru Keemia Grupp控股）、利用廢熱發電以及採用高品質油頁岩加工，以提高單位產量。
衡量提煉可行性的一個關鍵指標，是油頁岩產生的能量與其開採和加工過程中所需能量的比率，這種比率稱為“能源投資回報率”(EROEI)。 當EROEI為2（即2:1比率）時，表示要生產2桶石油，必須燃燒/消耗1桶石油的等量能量。 在1984年所做的一項研究，估計各種已知油頁岩礦床的EROEI落在0.7–13.3之間。有些公司和較新的技術聲稱EROEI在3和10之間。根據國際能源機構發表的2010年世界能源展望，異地工藝的EROEI通常是4到5，而原位處工藝甚至可能會低至2。
為增加EROEI，曾有幾種組合工藝被提出。包括使用製程中的廢熱（例如殘餘碳焦的氣化或燃燒），以及利用來自其他的工業廢熱(例如煤氣化和核能發電）。 
在水資源稀缺的地區，提煉過程的用水是個額外需考慮的經濟因素。

## 環境問題
開採油頁岩會差生許多環境影響，露天開採比地下開採更為明顯。 包括埋在地下材料突然快速暴露，和隨後氧化引起的酸排放，把包括汞在內的金屬引入地表水和地下水，侵蝕作用加劇，含硫氣體排放，以及加工、運輸和支持活動產生的懸浮微粒而造成的污染。愛沙尼亞在2002年，約97%的空氣污染、86%的總廢棄物和23%的水污染來自電力行業，而這個行業燃燒油頁岩作為主要能源。 

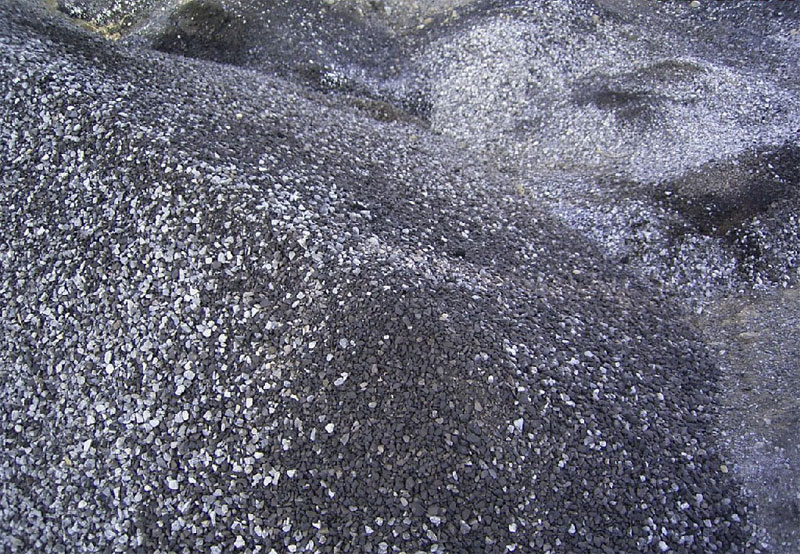
大量廢油頁岩會產生處置的問題

油頁岩開採會破壞礦區土地和生態系統的生物和娛樂價值。燃燒和熱處理會產生廢料。此外，油頁岩加工和燃燒產生的大氣排放物包括溫室氣體 - 二氧化碳。環保主義者反對油頁岩的生產和使用，因為它比傳統的化石燃料會產生更多的溫室氣體。實驗性原位轉化過程和碳捕集與封存技術可能在未來可將其中一些擔憂降低，但同時又會產生其他問題，包括地下水污染。通常與油頁岩生產相關的水污染物包括氧和氮雜環化合物。常可檢測到的物質包括喹啉衍生物、吡啶和吡啶的各種烷基同系物（甲基吡啶、二甲基吡啶）。
水資源是乾旱地區的敏感問題，例如美國西部和以色列的內蓋夫沙漠，在水資源稀缺的情況下仍計劃擴大油頁岩開採。 根據不同技術，地上乾餾每生產1桶頁岩油需用到1到5桶水。 美國內政部土地管理局發布的2008年環境影響聲明指出，露天採礦和乾餾作業每產生1短噸（0.91 噸）加工油頁岩，會產生2至10美制加侖（7.6至37.9升；1.7至8.3英制加侖）的污水。據一項估計，原位工藝所用的水量約為原來的10分之1。包括綠色和平組織成員在內的環境保護主義組織針對油頁岩產業的強烈抗議活動，導致昆士蘭能源公司於2004年把擬議中的斯圖爾特油頁岩項目擱置。

## 外部連結
- Oil Shale. A Scientific-Technical Journal （页面存档备份，存于） (ISSN 0208-189X)
- Oil Shale and Tar Sands Programmatic Environmental Impact Statement (EIS) Information Center. Concerning potential leases of Federal oil sands lands in Utah and oil shale lands in Utah, Wyoming, and Colorado.
- The United States National Oil Shale Association (NOSA) （页面存档备份，存于）